# ویزنتاید
ویزنتاید (به آلمانی: Wiesentheid) یک منطقهٔ مسکونی در آلمان است که در کیتسینگن واقع شده‌است.

## خواهرخوانده
شهرهای Rouillac، Lőrinci و هاگنباخ خواهرخوانده‌های ویزنتاید هستند.